# Quincinetto
Quincinetto és un comune (municipi) de la ciutat metropolitana de Torí, a la regió italiana del Piemont, situat a uns 60 quilòmetres al nord de Torí. A 1 de gener de 2019 la seva població era de 1.030 habitants.
Quincinetto limita amb els següents municipis: Carema, Settimo Vittone, Tavagnasco, Traversella, Trausella, Vico Canavese i Donnas.